# Antonio Soria Alemany
Antonio Soria Alemany (Albacete, España, 1967) es concertista y profesor superior de piano, música de cámara, órgano y solfeo, recibió la base de su formación musical en el C.S.M. del Liceo de Barcelona y el C.N.R. de Bordeaux (Francia), bajo la dirección de Ramón Coll y Francis Chapelet. Entre maestros como Vlado Perlemuter, Mª João Pires, Joaquín Achúcarro o Germaine Mounier, influyeron de manera destacada en su carrera los pianistas Walid Akl, Alexis Weissenberg y Alicia de Larrocha, quien le prestó su apoyo en la grabación de la "Integral Pianística de Joaquín Turina" (IPJT) realizada por Antonio Soria como primicia mundial, en 16 CDs, Premio a la Mejor Producción Española Ritmo 1995, Premio CD Compact 1997, calificada como “Integral Histórica” por Alicia de Larrocha, quien le invita personalmente a ofrecer máster-class en la Academia Granados-Marshall de Barcelona en el centenario de su creación. Entre sus numerosas grabaciones en vivo fue invitado recientemente por José Luis García del Busto (secretario de la Real Academia de Bellas Artes de San Fernando) en el programa monográfico “Pianistas Españoles” interpretando obras de Soler, Chopin, Granados, Turina, Ravel y Villalobos, en el 50 aniversario de Radio Clásica de RNE. 
Antonio Soria actúa en recitales y conciertos como solista en España, Portugal, Polonia, Italia, Dinamarca, Bulgaria, México, USA, Egipto, Alemania, Austria, Brasil, Suecia, Turquía, Macedonia, Noruega, Rusia y Francia, con la Orquesta de Cámara del Kremlin de Moscú, la Leos Janaceck Chamber Orchestra, Camerata Mediterránea, Sofia Soloists Chamber Orchestra, FM Classics Symphonic Orchestra, Orquesta Sinfónica Estatal de México, Greensboro Philharmonia, Orquesta della Magna Grecia, Nacional de Craiova, Orchestra Pistoiese Promusica, Orquesta Sinfónica de la Universidad de Guanajuato, de la Universidad de Nuevo León, Cappella Istropolitana, Sinfónica del Estado de Çukurova, Nordharzer Staedtebuehne Theater Orchestra, Orchestre de Chambre de Toulouse, Orquesta del Estado de Bacau, Orchestra Landesjugendphilarmonie Brandenburg… junto a las batutas de Misha Rachlevnsky, Guerassim Voronkov, Plamen Djouroff, Velizar Genchev, Robert Gutter, Jesús Medina, Daniele Giorgi, Raúl Gutiérrez, Valentin Doni, Jeffrey Silberschlag, Salvador Brotons, Johannes Rieger, Aurélien Bello di Francia, Reinhard Seehafer, Gilles Colliard y Miklos Talkas, entre otros, y en música de cámara y recitales líricos junto a Elena Obraztsova (mezzo), Ana María Sánchez (soprano), Robert Expert (contratenor), Marçal Cervera (violonchelo), Paul Meyer (clarinete) o Paul Badura-Skoda (piano a 4 manos). Portada en revistas como Audioclásica, Ritmo, CD Compact, la crítica internacional lo presenta como "un estupendo continuador de glorias del teclado como Iturbi y De Larrocha" (Horacio Velázquez. Correo Musical de Buenos Aires -Argentina-, n.º 186, oct.nov.1997).
Antonio Soria actúa en recitales y conciertos como solista en España, Portugal, Polonia, Italia, Dinamarca, Bulgaria, México y Francia, con la Orquesta de Cámara del Kremlin de Moscú –dir.: Misha Rachlevnsky-, la Leos Janaceck Chamber Orchestra, Camerata Mediterránea –dir. Guerassim Voronkov-, la Sofia Soloists Chamber Orchestra –dir.Plamen Djouroff- (estreno en España de Égloga, op. 10 de Gerald Finzi), FM Classics Symphonic Orchestra –dir. Velizar Genchev- (estreno en Bulgaria de la apsodia Sinfónica, op. 66 de Joaquín Turina), o la Orquesta Sinfónica Estatal de México –dir. Maurizio Colasanti- (estreno en México de la Égloga, op. 10 de Finzi)… también en el mundo de la lírica y música de cámara junto a Elena Obraztsova, Marçal Cervera, Robert Expert, etc. Grabado en directo y entrevistado por R2 y R4 de R.N.E., Catalunya Música, Sinfo-Radio/Antena 3, Cadena SER (Iñaki Gabilondo), Canal Nou, TV du Conseille Européen, Canal Internacional de RTVE, etc. Portada en revistas como Audioclásica, Ritmo, CD Compact, la crítica internacional lo presenta como "un estupendo continuador de glorias del teclado como Iturbi y De Larrocha" (Horacio Velázquez. Correo Musical de Buenos Aires -Argentina-, n.º 186, oct.nov.1997). 
Ganador del concurso «Paper de Música de Capellades» por unanimidad del jurado presidido por Ros Marbà, como pianista del Dúo Reinecke en 1994, Antonio Soria es Doctor, máster en Estética y Creatividad Musical y Diploma de Estudios Avanzados por la Universidad de Valencia. Ejerce la docencia como Profesor Superior de Piano en el Conservatorio “Oscar Esplá” de Alicante desde 1995 y como catedrático de Piano del Conservatorio Superior de Música de Castellón desde 1998, y es profesor invitado en diversos cursos internacionales de interpretación musical: «Curso de Alto Perfeccionamiento Musical para Cantantes» de Callosa d’en Sarriá, junto a Elena Obraztsova, Ana Luisa Chova, Robert Expert, Miguel Zanetti, Ana María Sánchez, Salvador Seguí, etc. desde 1998; «Curso de Música Barroca de Benidorm»; «Curso Internacional de Verano de Denia» 1995, junto a figuras como Victoria de los Ángeles, en la especialidad de piano y también como profesor repertorista; desde 2005 como único intérprete español en Festival-Academia aux Arcs (Alpes franceses). Es creador y director artístico y académico del ORFIM (Oropesa del Mar, Festival-Academia Internacional de Música, entre 2003 y 2010), de la Fundación Sociedad de Conciertos de Albacete que preside desde febrero de 2000, Curso “Música en la Universidad” de la UCLM y director artístico y académico del ISLIM (Instituto Superior de Lenguaje e Interpretación Musical). Antonio Soria es nombrado por la alcaldía de su ciudad natal embajador de la Feria de Albacete, declarada de interés turístico internacional, en conmemoración del III Centenario del privilegio otorgado a la villa por el Rey Felipe V, en 1710. Es profesor de piano en el Conservatorio Profesional de Música “Tomás de Torrejón y Velasco” de Albacete. 
Miembro del jurado en concursos nacionales e internacionales: “Ciudad de Albacete” (Juventudes Musicales, 1995-2000), “Becas de Alta Especialización de la AIE” (Madrid, junio de 2003), “V Concurso Internacional de Piano Compositores de España” (Madrid, noviembre de 2004), “XXII Concurso Internacional de Musica da Cidade do Porto” (octubre de 2005), “XXII Clara Haskil” Concours International de Piano (Suiza, septiembre de 2007), “XXIII Clara Haskil” Piano Competition (Suiza, agosto de 2009), “X Concurso Internacional de Piano Compositores de España” (Madrid, noviembre 2009), “XX Concorso Internazionale Pianistico AMA Calabria” (Lamezia Terme, mayo de 2010), “IV Moritz Moszkowsky, International Piano Competition” (Kielce, Polonia, mayo de 2011), “VIII Franz Liszt Piano Competition” (Grottamare, Italia, octubre de 2015), “XXVI Concorso Pianistico Internazionale "Roma, Fryderyk Chopin”, Roma, octubre-noviembre de 2016).
- Datos: Q2885315